# Harrisch-Wierische Ritterschaft
Die Harrisch-Wierische Ritterschaft war ein von etwa 1250 bis 1584 bestehender Zusammenschluss baltisch-deutscher Lehnsträger und Vasallen in Harrien und Wierland im Norden Estlands und mithin die Vorgängerorganisation der Estländischen Ritterschaft.

## Entstehung
Im Sommer 1219 eroberte König Waldemar II. von Dänemark die Landschaften Harrien und Wierland. Er belehnte seine Vasallen mit Rittergütern und Land, wofür diese Aufgaben der Landesverteidigung und Ämter in Verwaltung zu leisten hatten. Im Liber Census Daniae werden 114 harrisch-wierische Vasallen für das Jahr 1241 aufgeführt, zumeist aus Geschlechtern deutscher Herkunft. Diese Geschlechter schlossen sich um 1250 zur Harrisch-Wierischen Ritterschaft zusammen, obwohl für diesen Verband nicht dieser Ausdruck verwendet wurde, sondern eher von „Rittern und Mannen“ oder „Vasallenschaft“ die Rede war. Ein harrisch-wierischer Landesrat fungierte als oberstes Gremium.

## Geschichte
Im Zuge des großen Estenaufstands von 1343 wurde die harrisch-wierische Ritterschaft an Menschen und Mitteln erheblich geschwächt, und der Aufstand konnte nur mit Hilfe des Deutschen Ordens niedergeschlagen werden. Nachdem im Herbst 1346 der Deutsche Orden durch Kauf von Dänemark das Herzogtum Estland erwarb, leistete die harrisch-wierische Ritterschaft dem Orden Heerfolge im Rahmen des Aufgebots der Livländischen Ritterschaft, zum Beispiel in der Schlacht bei Tannenberg (1410). Am 13. Juli 1397 gewährte Hochmeister Konrad von Jungingen „den Rittern und Knechten“ in Harrien und Wierland ihre alten Privilegien in der sogenannten „Jungingenschen Gnade“. Die harrisch-wierische war die erste und älteste korporative Ritterschaft auf dem livländischen Ordensgebiet überhaupt. Einzelne Mitglieder der Ritterschaft, wie Otto II. von Brakel, agierten als Bevollmächtigte und übernahmen Ämter und diplomatische Aufgaben im Namen des Ordens.
Im Zuge des Untergangs des Deutschen Ordens leisteten die deutschbaltischen Mitglieder der harrisch-wierischen Ritterschaft, nach Anschluss ehemaliger Ordensvasallen aus Jerwen als Einzelpersonen und langwierigen Verhandlungen, am 4. Juni 1561 dem König Erik XIV. von Schweden den Treueeid, von dem sie eine Bestätigung ihrer Privilegien und „alten Freiheit“ erhielten. Damit fand die Herrschaft des Ordens in Estland faktisch ihr Ende. 1584 wurden die Landschaften Harrien, Wierland, Jerwen und Wiek vom schwedischen König zu einem Fürstentum vereinigt. Die harrisch-wierische Ritterschaft ging daher in der seitdem bestehenden Estländischen Ritterschaft auf. Erst danach wurden Matrikel für die Geschlechter der Ritterschaft eingerichtet, um eine Abgrenzung gegenüber durch den schwedischen König mit Gütern belehnten nichtadeligen Söldnerführern als auch Bürgern von Reval und Narva zu schaffen, die ihr Vermögen in Rittergütern in Estland anlegten.

## Personen
(Quelle:)

### Ritterschaftshauptmänner bzw. Bevollmächtigte (unvollständiger Auszug)
- Otto II. von Brakel, Bevollmächtigter um 1420
- Antonius (Tönnies) Maydell, Rat des Deutschen Ordens und Mannrichter in Harrien († zwischen 1556 und dem 24. Juni 1559)
- N. N. von Tiesenhausen, Ritterschaftshauptmann 1557[5]
- Reinhold Lode († nach 1561), Herr auf Tolks und Rocht, Ritterschaftshauptmann in Harrien-Wierland

### Beteiligte Geschlechter (Auszug)
- Asserien/Asserye[6] (†)
- Berg
- Brakel
- Bremen[7]
- Budberg
- Burhoeveden
- Clodt
- Derfelden
- Engelhardt
- Essen
- Fahrensbach (†), für Güter i. Wiek
- Fersen
- Firks
- Hahn
- Hastfer[8]
- Howen
- Kalff (†)
- Kruedener
- Kursell
- Lode
- Maydell
- Mayendorff
- Orgies-Ruthenberg
- Pahlen
- Poll
- Rehbinder
- Rosen a.d.H. Hochrosen
- Saltza
- Schulmann
- Stackelberg
- Staël von Holstein
- Taube
- Tiesenhausen
- Toll
- Treyden
- Uexküll
- Ungern
- Vietinghoff
- Wrangell
- Zoege von Manteuffel